# Krzywcze Miasto
Krzywcze Miasto (ukr. Кривче Mістo) – dawne miasteczko, obecnie w granicach wsi Krzywcze na Ukrainie w rejonie czortkowskim obwodu tarnopolskiego. Stanowi centralną, skupioną wokół rynku, część wsi na wschód od rzeki Cyganki.

## Historia
Krzywcze to dawne miasteczko, które w połowie XIX w. stanowiła odrębną w gminę jednostkową w Bezirk Mielnica Królestwa Galicji i Lodomerii (370 mieszkańców w 1854 roku). Od 1867 w powiecie borszczowskim. Następnie gminę Krzywcze-Miasto połączono z gminą Krzywcze Górne w jedną gminę o nazwie Krzywcze Górne; w 1883 roku gmina Krzywcze Górne liczyła 2079 mieszkańców – 719 w Krzywczach Mieście i 1360 w Krzywczach Górnych.
W międzywojniu gmina jednostkowa Krzywcze Górne (obejmująca nadal miasteczko Krzywcze i wieś Krzywcze Górne) w II RP (1768 mieszkańców w 1921 r.). 1 sierpnia 1934 r. w ramach reformy na podstawie ustawy scaleniowej miejscowość weszła w skład nowej zbiorowej gminy Krzywcze Górne w powiecie borszczowskim, gdzie we wrześniu 1934 weszła w skład gromady Krzywcze Górne.
Po II wojnie światowej włączona w struktury ZSRR, gdzie Krzywcze Górne (z Krzywczami Miastem) połączono z Krzywczami Dolnymi w jedną miejscowość Krzywcze.